# Domenico Fetti
Domenico Fetti lub Feti (ur. ok. 1589 w Rzymie, zm. 1624 w Wenecji) – włoski malarz epoki baroku. Nawiązywał w swej twórczości do szkoły weneckiej i Caravaggia. Działał głównie w Rzymie, Mantui i Wenecji. Malował obrazy o treści religijnej (zwłaszcza nawiązujące do tematyki biblijnej, freski i portrety.
Urodzony w Rzymie w rodzinie mało znanego malarza, Pietro Fettiego, Domenico terminował początkowo u Ludovico Cigoliego, lub jego ucznia Andrea Commodiego w latach 1604-1613. Następnie pracował w Mantui od 1613 do około 1621-1622, kiedy to patronował mu kardynał, a później książę Ferdinando Gonzaga. W Palazzo Ducale di Mantova namalował Cud chleba i ryb.
W 1622 r., po zatargu z kilkoma prominentnymi mieszkańcami Mantui, przeniósł się do Wenecji, gdzie zmienił styl malowania, wzbogacając m.in. kolorystykę swych obrazów. Zabiegał usilnie o znalezienie weneckiego patrona, lecz zmarł w roku 1623 bądź 1624. Jego malarstwo miało wpływ na twórczość artystów weneckich, takich jak Pietro della Vecchia i Sebastiano Mazzone.

## Dzieła artysty
- Dobry Samarytanin – Metropolitan Museum of Art, Nowy Jork
- Dawid – olej na płótnie, 174 × 130 cm, Galleria dell'Accademia Wenecja
- Melancholia – Luwr
- Cesarz Domicjan – Luwr
- Ewa i Adam pracujący – Luwr
- Anioł w ogrodzie – Luwr
- Sen Jakuba – Muzeum Historii Sztuki w Wiedniu
- Poszukiwanie zgubionej drachmy – ok. 1621, olej na desce 75 × 44 cm, Pałac Pitti, Florencja